# Daniel Maderner
Daniel Maderner (Feldkirch, 12 ottobre 1995) è un calciatore austriaco, attaccante del Grazer AK.

## Carriera

### Club
Ha giocato nella prima e nella seconda divisione austriaca e nella seconda divisione belga.

### Nazionale
Ha giocato nelle nazionali giovanili austriache Under-18, Under-19 ed Under-21.

## Palmarès

### Club

#### Competizioni nazionali
- 2. Liga: 1

Grazer AK: 2023-2024

### Individuale
- Capocannoniere della Fußball-Regionalliga (Ovest): 1

2018-2019 (22 gol)